# The Getaway (film 1914)
The Getaway è un cortometraggio muto del 1914 diretto da John B. O'Brien.

## Produzione
Il film fu prodotto dalla Lubin Manufacturing Company.

## Distribuzione
Distribuito dalla General Film Company, il film uscì nelle sale cinematografiche USA il 1º maggio 1914.